# Josa (Teruel)
Josa ist eine spanische Gemeinde in der Provinz Teruel, die zur Autonomen Region Aragonien gehört. Sie ist Teil der Comarca (Kreis) Cuencas Mineras. 2024 hatte die Gemeinde 35 Einwohner. 

## Lage
Josa liegt circa 68 Kilometer nordnordöstlich der Provinzhauptstadt Teruel in einer Höhe von ca. 945 m. 

## Bevölkerungsentwicklung
| Jahr      | 1970 | 1981 | 1991 | 2001 | 2011 | 2021 |
| Einwohner | 138  | 77   | 45   | 30   | 39   | 36   |

## Sehenswürdigkeiten

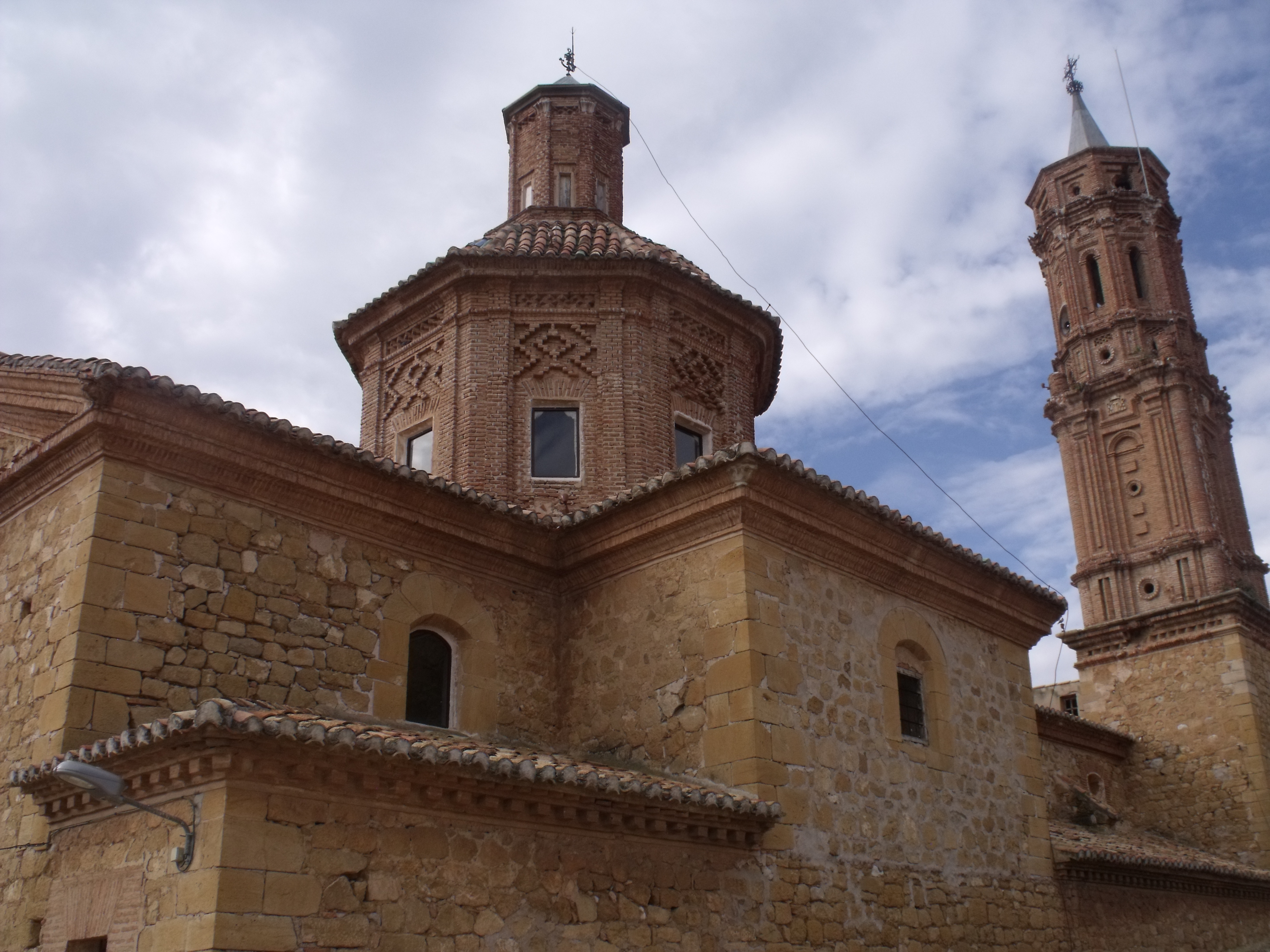
Kirche Mariä Himmelfahrt
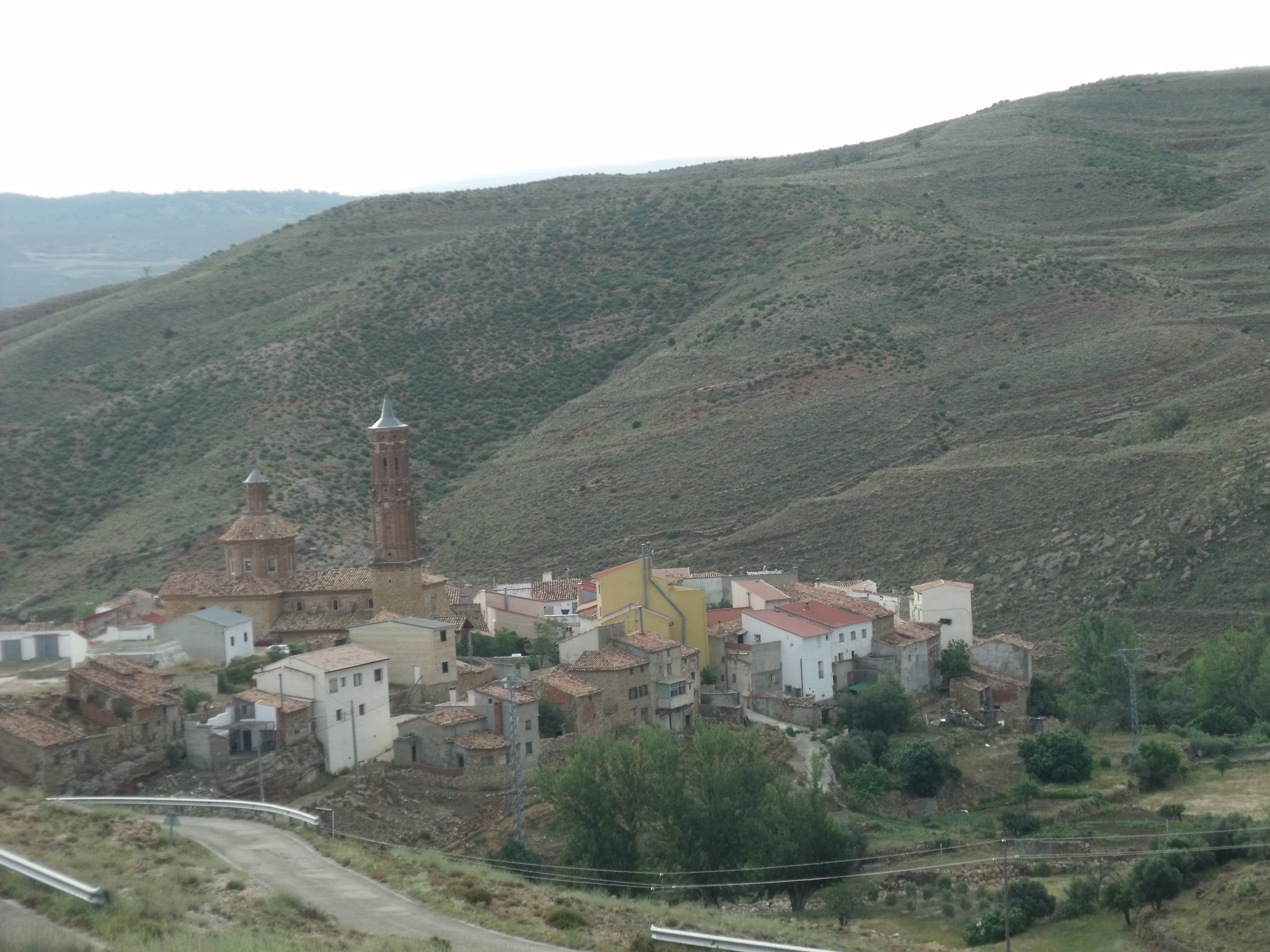
Rathaus

- Kirche Mariä Himmelfahrt
- Rathaus